# Entre-deux-Eaux
Pour les articles homonymes, voir Entre deux eaux.
Entre-deux-Eaux est une commune française située dans le département des Vosges, en région Grand Est.

## Géographie

### Localisation
Située sur une colline, la commune doit son nom à l'absence de ruisseau notable la traversant. Elle domine à l'ouest la vallée de la Meurthe et au nord celle de la Fave.
L'altitude moyenne du village, où d'ailleurs se trouvent l'église et son cimetière, est de 420 mètres. À noter deux hameaux excentrés, Remémont au nord et Fouchifol à l'est. Le point culminant se trouve au sommet de la tête de la Behouille.
On accède au village de deux façons, par Remomeix - Sainte-Marguerite et par Saulcy-sur-Meurthe - Mandray dont la route est nommée la Mataguette, en patois vosgien.

### Communes limitrophes
| Sainte-Marguerite  | Remomeix        | Coinches           |
| Saulcy-sur-Meurthe | Entre-deux-Eaux | Coinches           |
| Saint-Léonard      | Mandray         | La Croix-aux-Mines |

### Hydrographie et les eaux souterraines
Hydrogéologie et climatologie : Système d’information pour la gestion des eaux souterraines du bassin Rhin-Meuse :
Territoire communal : Occupation du sol (Corinne Land Cover) ; Cours d'eau (BD Carthage) ;
Géologie : Carte géologique ; Coupes géologiques et techniques ;
Hydrogéologie : Masses d'eau souterraine ; BD Lisa ; Cartes piézométriques.
La commune est située dans le bassin versant du Rhin au sein du bassin Rhin-Meuse. Elle est drainée par le ruisseau de Mandray et le ruisseau de la Mie,.

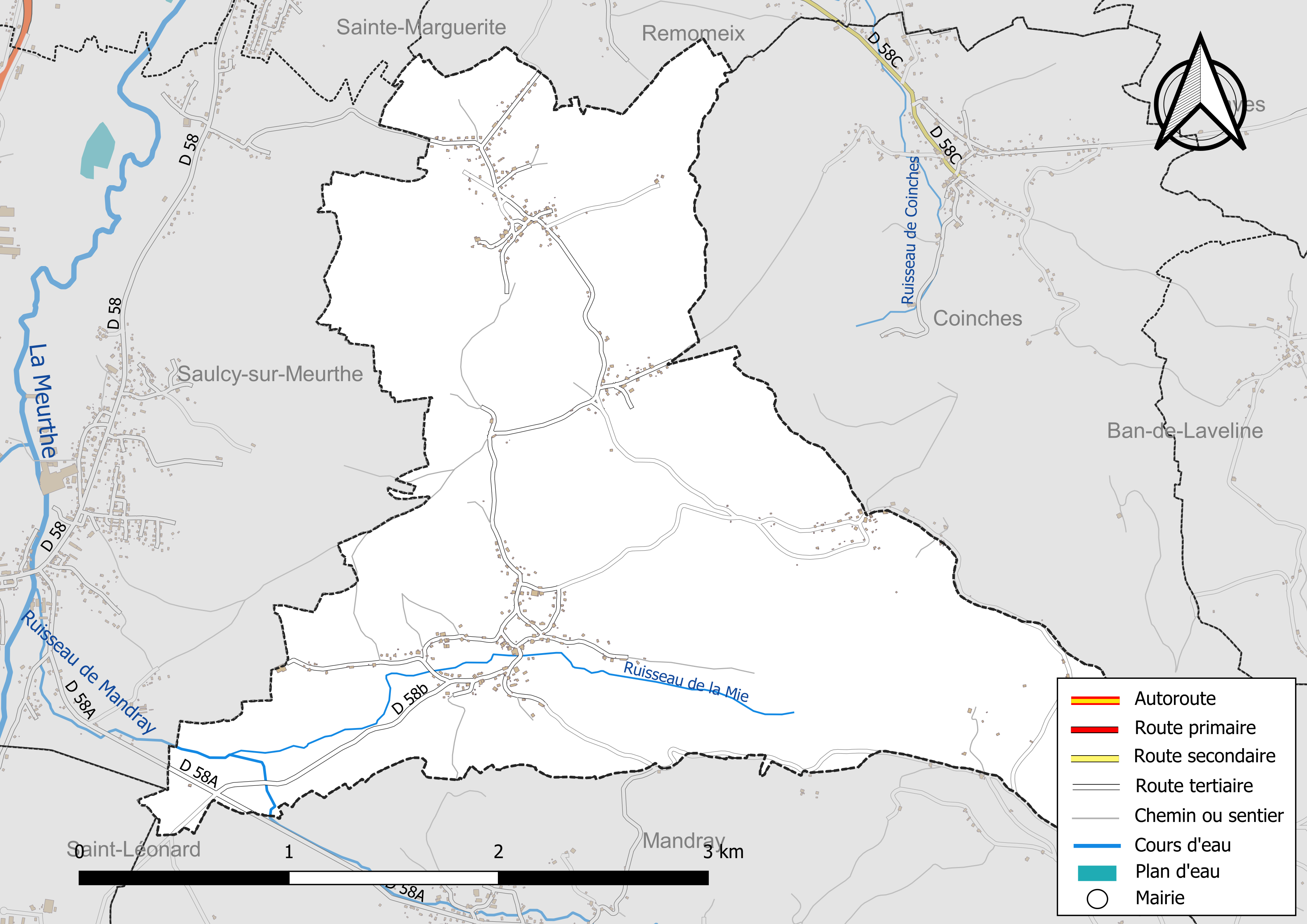
Réseaux hydrographique et routier d'Entre-deux-Eaux.

La qualité des eaux de baignade et des cours d’eau peut être consultée sur un site dédié géré par les agences de l’eau et l’Agence française pour la biodiversité.

### Climat
Pour des articles plus généraux, voir Climat du Grand Est et Climat des Vosges.
En 2010, le climat de la commune est de type climat de montagne, selon une étude du Centre national de la recherche scientifique s'appuyant sur une série de données couvrant la période 1971-2000. En 2020, Météo-France publie une typologie des climats de la France métropolitaine dans laquelle la commune est exposée à un climat semi-continental et est dans la région climatique  Vosges, caractérisée par une pluviométrie très élevée (1 500 à 2 000 mm/an) en toutes saisons et un hiver rude (moins de 1 °C). 
Pour la période 1971-2000, la température annuelle moyenne est de 9,1 °C, avec une amplitude thermique annuelle de 16,8 °C. Le cumul annuel moyen de précipitations est de 1 199 mm, avec 12,7 jours de précipitations en janvier et 10,8 jours en juillet. Pour la période 1991-2020, la température moyenne annuelle observée sur la station météorologique de Météo-France la plus proche, « Ban-de-Sapt », sur la commune de Ban-de-Sapt à 12 km à vol d'oiseau, est de 10,3 °C et le cumul annuel moyen de précipitations est de 1 027,3 mm. 
La température maximale relevée sur cette station est de 36,9 °C, atteinte le 7 août 2015 ; la température minimale est de −17 °C, atteinte le 19 décembre 2009,,. 
Les paramètres climatiques de la commune ont été estimés pour le milieu du siècle (2041-2070) selon différents scénarios d'émission de gaz à effet de serre à partir des nouvelles projections climatiques de référence DRIAS-2020. Ils sont consultables sur un site dédié publié par Météo-France en novembre 2022.

## Urbanisme

### Typologie
Au 1er janvier 2024, Entre-deux-Eaux est catégorisée commune rurale à habitat dispersé, selon la nouvelle grille communale de densité à sept niveaux définie par l'Insee en 2022.
Elle est située hors unité urbaine. Par ailleurs la commune fait partie de l'aire d'attraction de Saint-Dié-des-Vosges, dont elle est une commune de la couronne,. Cette aire, qui regroupe 47 communes, est catégorisée dans les aires de 50 000 à moins de 200 000 habitants,.

### Occupation des sols
L'occupation des sols de la commune, telle qu'elle ressort de la base de données européenne d’occupation biophysique des sols Corine Land Cover (CLC), est marquée par l'importance des territoires agricoles (48,4 % en 2018), en diminution par rapport à 1990 (52,5 %). La répartition détaillée en 2018 est la suivante : 
forêts (47,5 %), prairies (35,6 %), zones agricoles hétérogènes (12,8 %), zones urbanisées (4,1 %). L'évolution de l’occupation des sols de la commune et de ses infrastructures peut être observée sur les différentes représentations cartographiques du territoire : la carte de Cassini (XVIIIe siècle), la carte d'état-major (1820-1866) et les cartes ou photos aériennes de l'IGN pour la période actuelle (1950 à aujourd'hui).

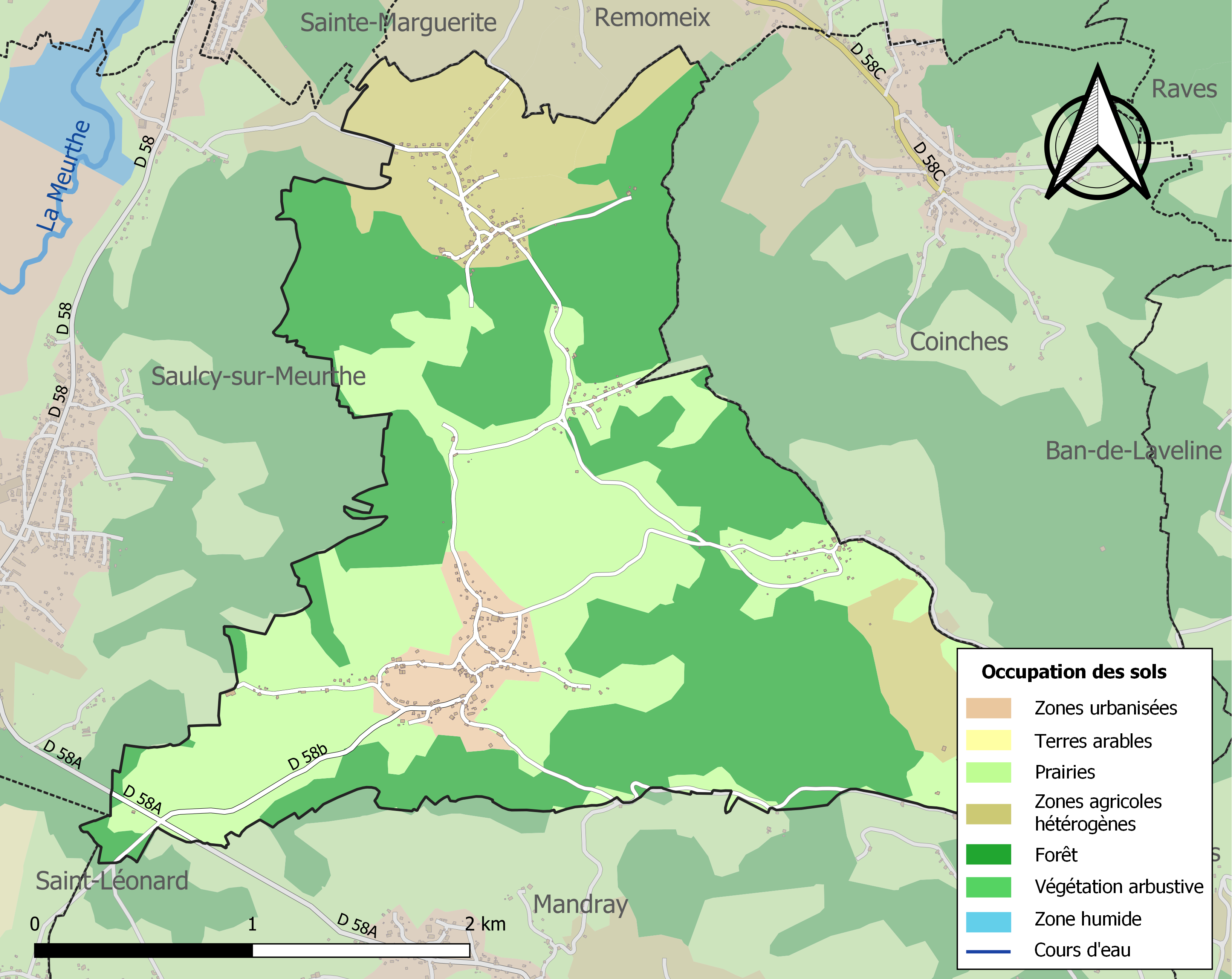
Carte des infrastructures et de l'occupation des sols de la commune en 2018 (CLC).

## Toponymie
Le nom de la localité est attesté sous les formes On finaige d’Entre Dous Awes (1316) ; Entre Dous Aves (1357) ; Entre Doul Awe (1359) ; Entre Douzawes (1368) ; Entrs Deux Eawes (1487) ; Entre Deux Eaues (1498) ; Entredeuxeawe (1523).

On ne sait pas trop d’où vient l’étymologie de ce nom, que l’on dit en latin Inter amnes, de l'expression de l,oil entre deux eaux « confluent » ; il est probable que la localité s'est déplacée du confluent à 2 km environ en amont d'un confluent, sur un ruisseau.

## Histoire
La commune faisait partie de la mairie de Mandray où le chapitre de Saint-Dié était seigneur haut, moyen et bas justicier. À l’époque moderne, la commune relevait du bailliage de Saint-Dié.
L’église fut érigée en vicariat perpétuel en 1667 aux dépens des paroisses de Fraize et de Saulcy. Le chapitre de Saint-Dié avait droit de patronage à la cure. L’église, dédiée à saint Vincent, était annexe de Mandray.
De 1790 à l’an IX, Entre-Deux-Eaux a fait partie du canton de Saint-Léonard. La mairie et l’école du centre ont été construites en 1835 ; l’école du hameau de Remémont en 1875.
La commune a été décorée le 22 octobre 1921 de la croix de guerre 1914-1918.

## Finances locales

### Budget et fiscalité 2022

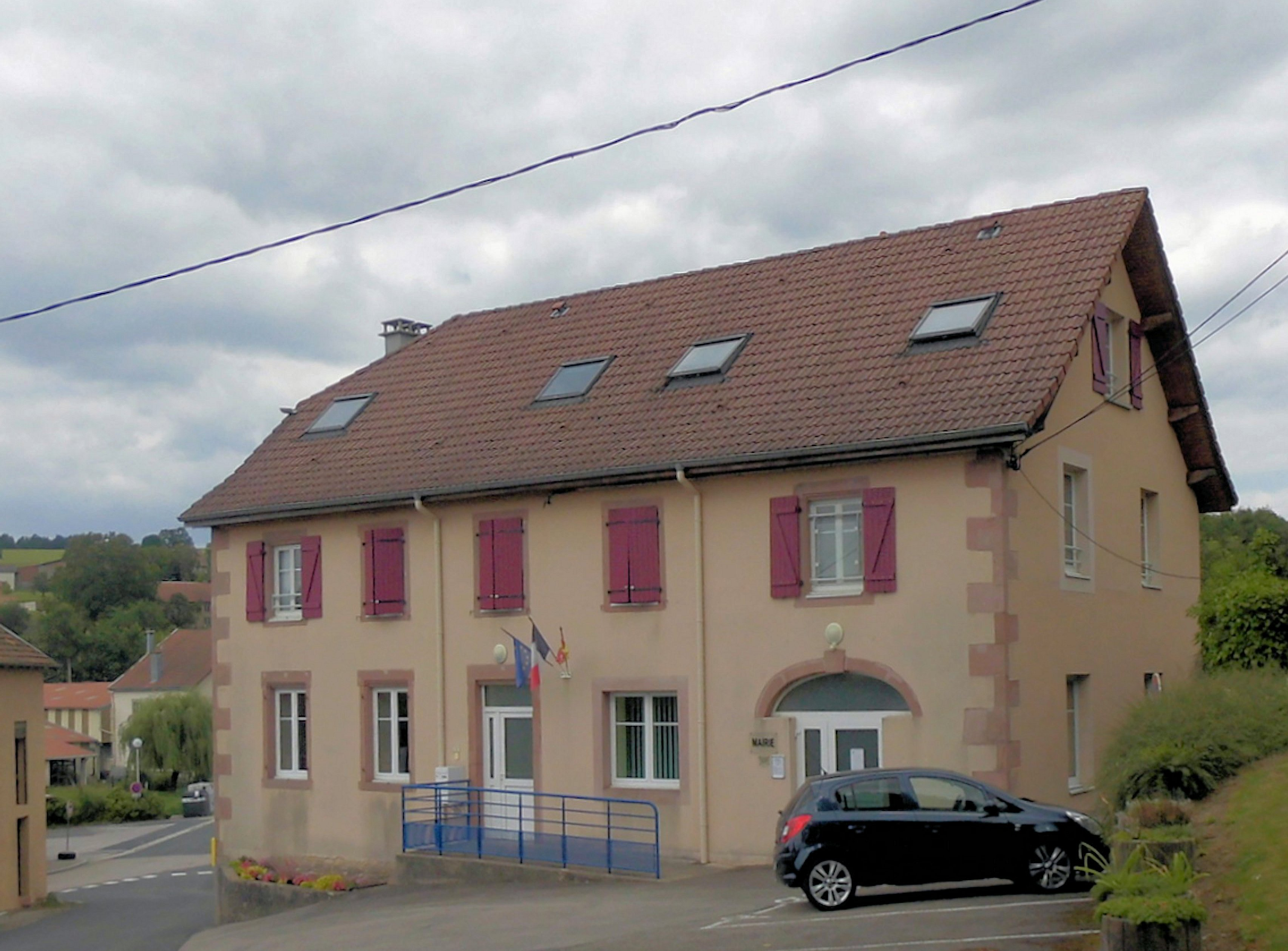
La mairie.

En 2022, le budget de la commune était constitué ainsi :
- total des produits de fonctionnement : 301 000 €, soit 595 € par habitant ;
- total des charges de fonctionnement : 295 000 €, soit 585 € par habitant ;
- total des ressources d'investissement : 16 000 €, soit 32 € par habitant ;
- total des emplois d'investissement : 121 000 €, soit 239 € par habitant ;
- endettement : 279 000 €, soit 553 € par habitant.

Avec les taux de fiscalité suivants :
- taxe d'habitation : 20,37 % ;
- taxe foncière sur les propriétés bâties : 36,00 % ;
- taxe foncière sur les propriétés non bâties : 16,09 % ;
- taxe additionnelle à la taxe foncière sur les propriétés non bâties : 0,00 % ;
- cotisation foncière des entreprises : 0,00 %.

Chiffres clés Revenus et pauvreté des ménages en 2021 : médiane en 2021 du revenu disponible, par unité de consommation : 23 580 €. 

### Liste des maires
| Période                                  | Période    | Identité                  | Étiquette | Qualité                    |
| ---------------------------------------- | ---------- | ------------------------- | --------- | -------------------------- |
| Les données manquantes sont à compléter. |            |                           |           |                            |
| 19..                                     | 19..       | Jean Ferry                |           |                            |
| mars 1959                                | 1976       | Marcel Colnat (1930-2019) |           | Gérant d'une épicerie-café |
| mars 1977                                | mars 1983  | Jean Metz (1927-2018)     | SE        | Menuisier                  |
| 1985                                     | avril 2014 | Gérard Chaxel             |           | Enseignant                 |
| avril 2014                               | En cours   | Dominique Duhaut          |           | Agriculteur                |

### Intercommunalité
La commune a intégré le 1er janvier 2014 la communauté de communes Fave, Meurthe, Galilée, puis elle rejoint la communauté d'agglomération de Saint-Dié-des-Vosges le 1er janvier 2017.

## Population et société

### Démographie

#### Évolution démographique
L'évolution du nombre d'habitants est connue à travers les recensements de la population effectués dans la commune depuis 1793. Pour les communes de moins de 10 000 habitants, une enquête de recensement portant sur toute la population est réalisée tous les cinq ans, les populations de référence des années intermédiaires étant quant à elles estimées par interpolation ou extrapolation. Pour la commune, le premier recensement exhaustif entrant dans le cadre du nouveau dispositif a été réalisé en 2006.

En 2022, la commune comptait 509 habitants, en stagnation par rapport à 2016 (Vosges : −2,96 %, France hors Mayotte : +2,11 %).
| 1793 | 1800 | 1806 | 1821 | 1831 | 1836 | 1841 | 1846 | 1856 |
| ---- | ---- | ---- | ---- | ---- | ---- | ---- | ---- | ---- |
| 520  | 562  | 621  | 568  | 718  | 756  | 750  | 746  | 744  |

| 1861 | 1866 | 1876 | 1881 | 1886 | 1891 | 1896 | 1901 | 1906 |
| ---- | ---- | ---- | ---- | ---- | ---- | ---- | ---- | ---- |
| 726  | 705  | 733  | 711  | 672  | 657  | 624  | 632  | 620  |

| 1911 | 1921 | 1926 | 1931 | 1936 | 1946 | 1954 | 1962 | 1968 |
| ---- | ---- | ---- | ---- | ---- | ---- | ---- | ---- | ---- |
| 579  | 540  | 491  | 464  | 436  | 402  | 347  | 330  | 321  |

| 1975 | 1982 | 1990 | 1999 | 2006 | 2011 | 2016 | 2021 | 2022 |
| ---- | ---- | ---- | ---- | ---- | ---- | ---- | ---- | ---- |
| 317  | 402  | 454  | 450  | 463  | 521  | 509  | 505  | 509  |

### Enseignement
Établissements d'enseignements :
- Écoles maternelles et primaires à Coinches, Mandray, Saulcy-sur-Meurthe, Sainte-Marguerite, Saint-Léonard.
- Collèges à Fraize, Saint-Dié-des-Vosges.
- Lycées à Saint-Dié-des-Vosges.

### Santé
Professionnels et établissements de santé :
- Médecins à Saulcy-sur-Meurthe, Ban-de-Laveline, Fraize, Anould.
- Pharmacies à Saulcy-sur-Meurthe, Ban-de-Laveline, Fraize, Anould.
- Hôpitaux à Fraize, Gerbépal, Le Bonhomme, Sainte-Marie-aux-Mines.

### Cultes
- Culte catholique, Paroisse Notre-Dame-du-Val-de-Meurthe[27], Diocèse de Saint-Dié.

### Manifestations culturelles et activités
La vie de la commune est rythmée par ses différentes associations et leurs manifestations :
- L'Amicale laïque : concours de belote, bal de la fête du village, marché aux puces, marche populaire, la Saint-Nicolas[28].
- Le Tir : dîner dansant, concours de pétanque.
- L'Amicale des sapeurs-pompiers : dîner dansant.

## Économie
L'économie et l'activité du village sont basées sur l'exploitation de forêt, la polyculture, l'élevage de bovins et les produits laitiers. 

### Entreprises et commerces

#### Agriculture
- Culture et élevage associés.
- Élevage de vaches laitières.
- Élevage d'autres animaux.
- Sylviculture et autres activités forestières.

#### Tourisme
- Une enquête thématique régionale (architecture rurale des Hautes-Vosges) a permis de recenser de nombreuses maisons et fermes du XVIIe siècle au XIXe siècle[29].
- Hébergements et restauration à La Croix-aux-Mines, Anould, Saint-Dié-des-Vosges, Plainfaing.

#### Commerces
- Commerces et service de proximité.

## Culture locale et patrimoine

### Lieux et monuments

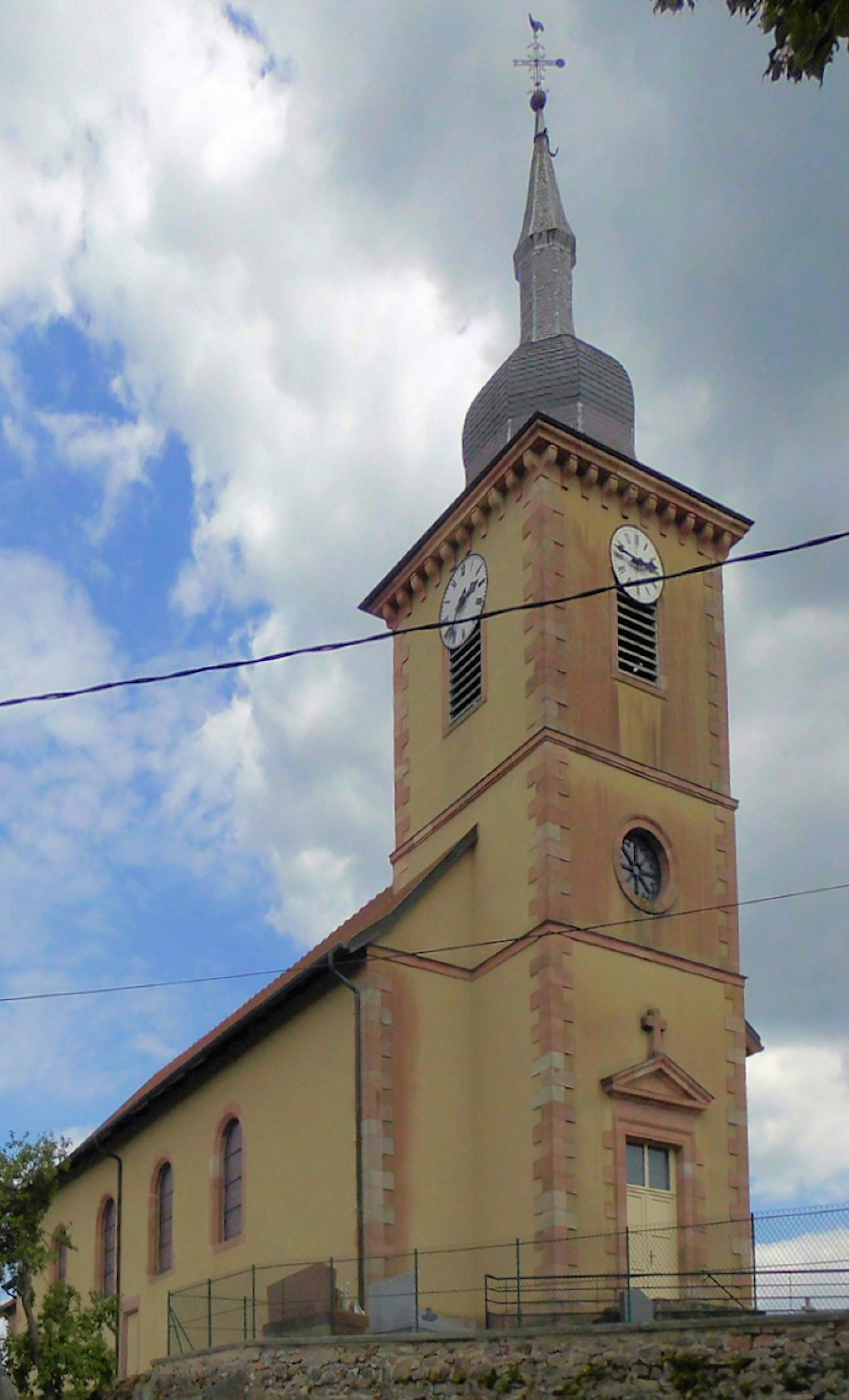
L'église Saint-Vincent.
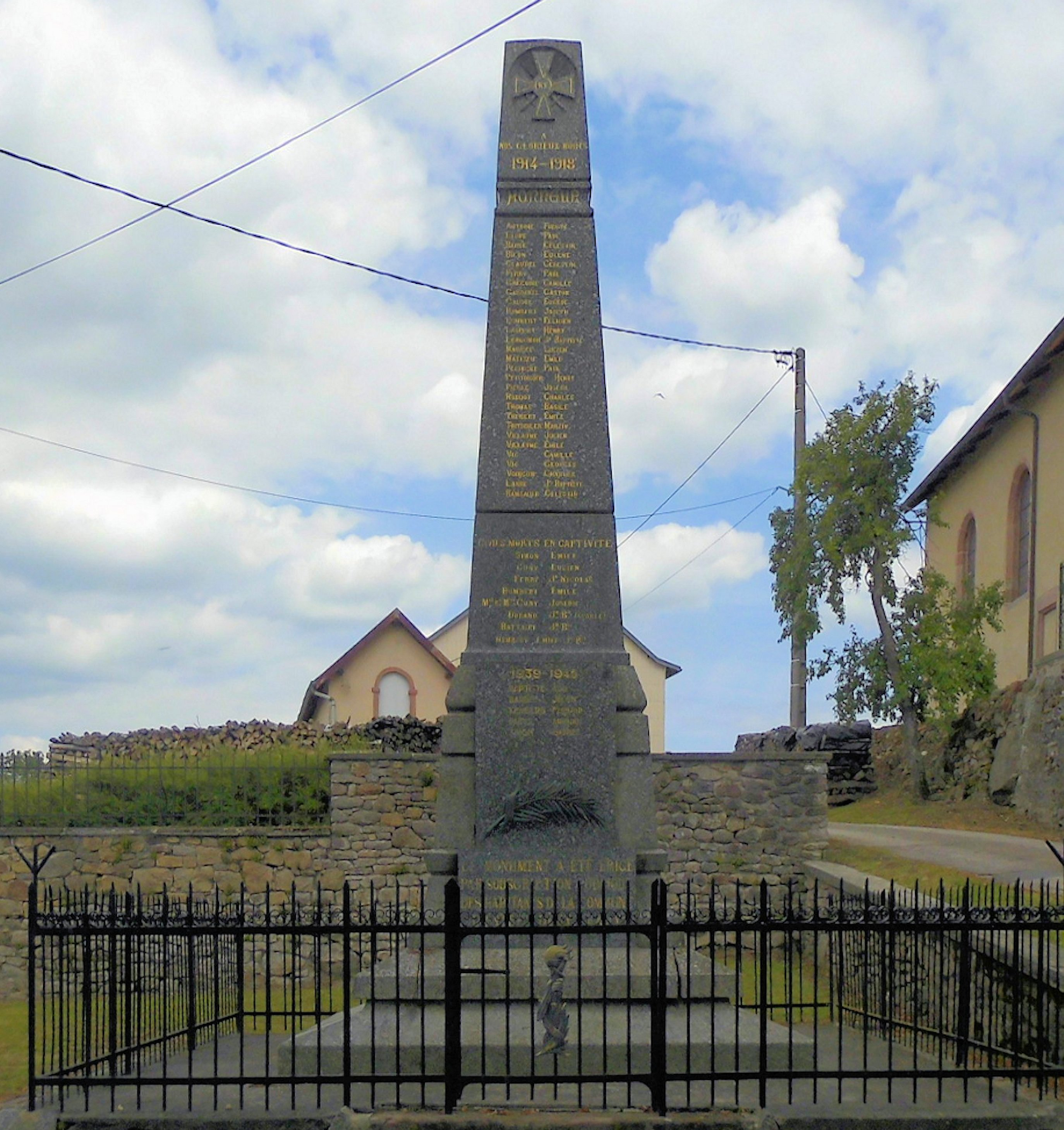
Monument aux morts.
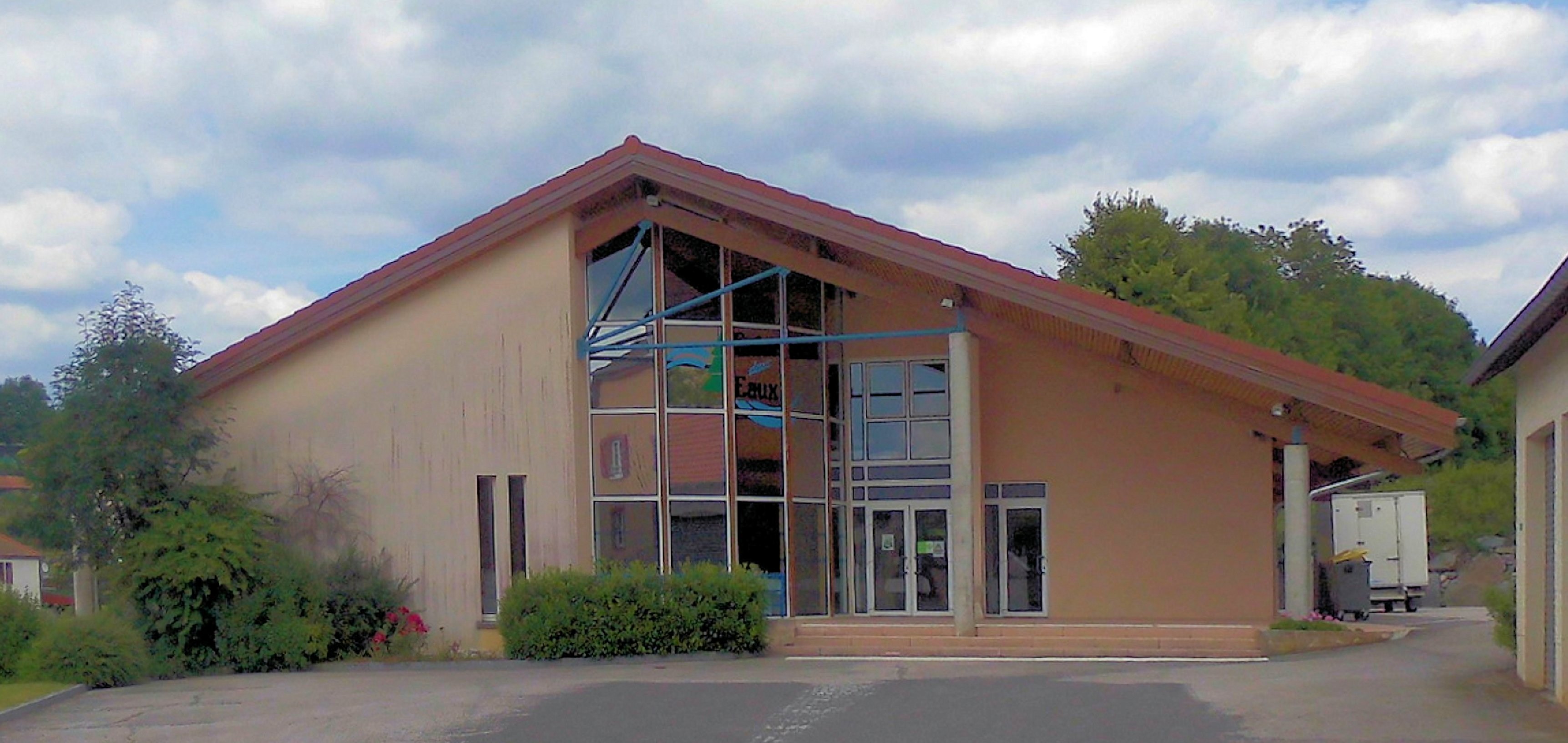
Salle des Fêtes.

- La Promenade des calvaires.
- L'église Saint-Vincent avec son chœur gothique et sa nef reconstruite en 1837.

Un orgue (dont l'origine n'est pas clairement établie) a été installé en tribune au-dessus de l'entrée.
Bras-reliquaire de saint Vincent.
- Monuments commémoratifs[33].
- Ruines du Haut-des-Mines. Maisons à double porte cochère.
- Salle des Fêtes[34].
- Patrimoine architectural rural recensé par le service de l'Inventaire général du patrimoine culturel[35],[36],[37],[38].

### Héraldique
| Blason | Blasonnement : Taillé : au premier d'azur à un mouton d'argent passant, au second de gueules à un sapin arraché de sinople. Commentaires : Le blason, de conception récente, évoque l'économie agricole du village. Les puristes déplorent une violation de la règle de contrariété des couleurs (en l'occurrence sinople sur gueules) avec l'emploi d'armes à enquerre. |

## Pour approfondir